# О ле Ао О ле Мало
О ле Ао О ле Мало Самоа (самоан. ‘O le Ao o le Malo o Samoa, англ. O le Ao o le Malo of Samoa) — высшая государственная должность в Независимом государстве Самоа, глава государства. Примерным переводом термина на русский язык с самоанского языка является «Вождь правительства». Термин был выработан Конституционной конвенцией матаи (вождей Самоа) для закрепления его верховного положения не только как главы государства, но и в системе Фааматаи (от самоан. fa'a «в пути» и самоан. matai «родовое имя, или титул»), ключевой социально-политической системе управления и образа жизни самоанского общества.
Термин был закреплён в конституции, разработанной Конституционной конвенцией и принятой на прошедшем 10 мая 1961 года под надзором ООН референдуме одновременно с одобрением получения страной независимости.

## История
Конституция 1961 года восприняла вестминстерскую систему парламентской демократии, но предоставила активное и пассивное избирательные права исключительно матаи. Титул матаи присваивается (без права автоматического наследования) представителю соответствующей родовой группы и наделяет носителя «правом и обязанностью заботы» о членах этой группы. Лицо, ставшее матаи, включает титул в своё имя, зачастую с указанием подобного династическому нумерования при одинаковых личных именах. Одно лицо благодаря родовым связям может стать матаи неоднократно. Выделяется четыре титула родовых верховных вождей Самоа — Матаафа, Тупуа Тамасесе, Малиетоа и Туималеалиифано.
Было установлено, что после получения независимости полномочия О ле Ао О ле Мало будут пожизненно предоставлены двум соправителям из числа четырёх верховных вождей, а после их смерти глава государства будет избираться на 5 лет.
1 января 1962 года была провозглашена независимость первого океанийского государства, названного Независимое государство Западное Самоа (самоан. Malo Saʻoloto Tutoʻatasi o Samoa i Sisifo, англ. Independent State of Western Samoa). В 1990 году было введено всеобщее избирательное право, однако сохранилась традиция избрания главой государства обладателя титула одного из четырёх верховных вождей. 4 июля 1997 года в конституцию была внесена поправка, по которой страна стала называться Независимое государство Самоа (самоан. Malo Saʻoloto Tutoʻatasi o Samoa, англ. Independent State of Samoa).

## Требования к кандидату
Статья 18 Конституции Самоа устанавливает квалификацию на пост О ле Ао о ле Мало. Кандидат должен:
- иметь право быть избранным членом парламента (Фоно Самоа);
- обладать такой квалификацией, которую Фоно вправе определить собственным решением;
- не быть ранее отстранён от государственной должности по причине ненадлежащего поведения или немощи.

## Срок полномочий
О ле Ао ле Мало избирается Фоно Самоа на пять лет и может быть переизбран (исключениями являлись первые два главы государства, избранные совместно и пожизненно). Конституция не устанавливает ограничения на число пятилетних сроков полномочий для одного лица.
Досрочное прекращение полномочий возможно в случае:
- отставки;
- отрешения Фоно по причине ненадлежащего поведения, умственного или физического недуга;
- политического отрешения резолюцией Фоно, принятой большинством в две трети голосов и ранее внесённой одной четвертью от числа депутатов;
- смерти.

## Обязанности и полномочия
О ле Ао ле Мало является церемониальным главой государства. Фактическая власть в Самоа принадлежит Премьер-министру, которого О ле Ао ле Мало назначает по рекомендации Фоно Самоа. Несмотря на то, что глава государства «не играет активной роли в правительстве», он может распустить Фоно, и ни один акт парламента не станет законом без его одобрения. Кроме того, О ле Ао ле Мало обладает правом помилования.

## Выборы
На сегодняшний день Фоно Самоа трижды были проведены выборы О ле Ао о ле Мало. Первые состоялись 16 июня 2007 года (Туиатуа Тупуа Тамасесе Эфи был избран единогласно 49 голосами), вторые 19 июля 2012 год, на которых он был переизбран, и третьи 30 июня 2017 года, на которых Туималеалиифано Ваалетоа Суалауви был избран большинством голосов (23 против 15).

## Список О ле О Ао О ле Мало
Первые два главы государства, избранные совместно и пожизненно, являлись носителями верховных титулов Малиетоа и Тупуа Тамасесе. Индивидуально они именовались «О Ао О ле Мало», совместно — «О ле О Ао О ле Мало». После смерти одного из них в 1963 году, второй оставался единоличным правителем (что сближало его статус с монархическим) до 2007 года, когда он скончался в возрасте 94 лет.
Курсивом в списке указаны являющиеся частью имени титулы матаи.
|       | Портрет                                                                                   | Имя | Начало полномочий | Окончание полномочий |
| ----- | ----------------------------------------------------------------------------------------- | --- | ----------------- | -------------------- |
| 1 (а) |                                                                                           | Тупуа Тамасесе Меаоле (1905—1963) англ. Tupua Tamasese Meaʻole                                                  | 1 января 1962     | 5 апреля 1963        |
| 1 (б) |                                                                                           | Малиетоа Танумафили II (1913—2007) англ. Malietoa Tanumafili II                                                 | 1 января 1962     | 11 мая 2007          |
| и. о. |                                                                                           | Туи Атуа Тупуа Тамасесе Таиси Тупуола Туфуга Эфи (1938—) англ. Tui Atua Tupua Tamasese Taisi Tupuola Tufuga Efi | 11 мая 2007       | 20 июня 2007         |
| и. о. | Туималеалиифано Ваалетоа Суалауви II (1947—) англ. Tuimaleali'ifano Va'aletoa Sualauvi II | | 11 мая 2007       | 20 июня 2007         |
| 2     |                                                                                           | Туи Атуа Тупуа Тамасесе Таиси Тупуола Туфуга Эфи (1938—) англ. Tui Atua Tupua Tamasese Taisi Tupuola Tufuga Efi | 20 июня 2007      | 21 июля 2017         |
| 3     |                                                                                           | Туималеалиифано Ваалетоа Суалауви II (1947—) англ. Tuimaleali'ifano Va'aletoa Sualauvi II                       | 21 июля 2017      | действующий          |